# Єленка (Крупський район)
Єленка (біл. вёска Еленка) — село в складі Крупського району Мінської області, Білорусь. Село підпорядковане Бобрській сільській раді, розташоване в східній частині області.